# 德意志国铁路877型柴油动车组

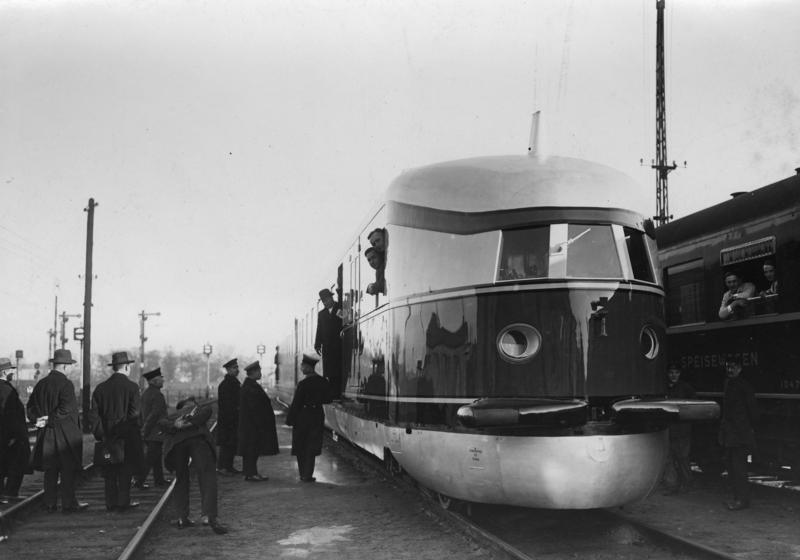
该特快列车在柏林莱尔特站首次试运行至汉堡。

DRG Class SVT 877又名飛行的漢堡人（英語：Flying Hamburger）是大戰前德国的第一列高速柴聯車；而他最著名的便是在當時創造了一般鐵路客運營業班次中最快的世界紀錄。正確來說他的名稱應為「Baureihe（型號）SVT 877」（之後的德意志聯邦鐵路（DB）將其型號改編為「Baureihe VT 04 000 a/b」），這列採用了柴油電力驅動（Diesel-electric）的高速火車於1933年起，開始運用於柏林與漢堡之間的快速列车服务。

## 開發與技術資料
飛行的漢堡人總共由兩節車廂所組成，每節車廂均附有駕駛室與載客空間，最早是由德意志国铁路（DRG）於1932年下訂單給位於格爾利茨（Görlitz）的 WUMAG（Waggon und Maschinenbau AG；車廂與機械製造公司）所生產製造的。第一列火車組是在1932年所交付並於1933年開始投入營運當中。
此列車的新特色包括利用風洞技術所開發出來能大幅降低風阻的流线型車體，輕量化的車身，與利用柴油引擎發電再驅動馬達的柴油電力驅動推進方式。每兩節車廂為一編組，每組車擁有一個來自梅巴赫公司的12汽缸柴油引擎，並與一部直流電發電機直接串連發電。而負責牽引動力的電動機則是採用轉向架吊掛馬達的方式來驅動。當兩部馬達一起運轉時，最高可以輸出604千瓦的最大功率。
關於煞車系統方面，這列火車配有一組由Knorr公司所開發的空氣軔機（Pneumatic brake）與電磁式鋼軌軔機（electromagnetic rail brake）。在時速160 km/h時，它需要長達 800 公尺的剎車距離來使列車完全停住。

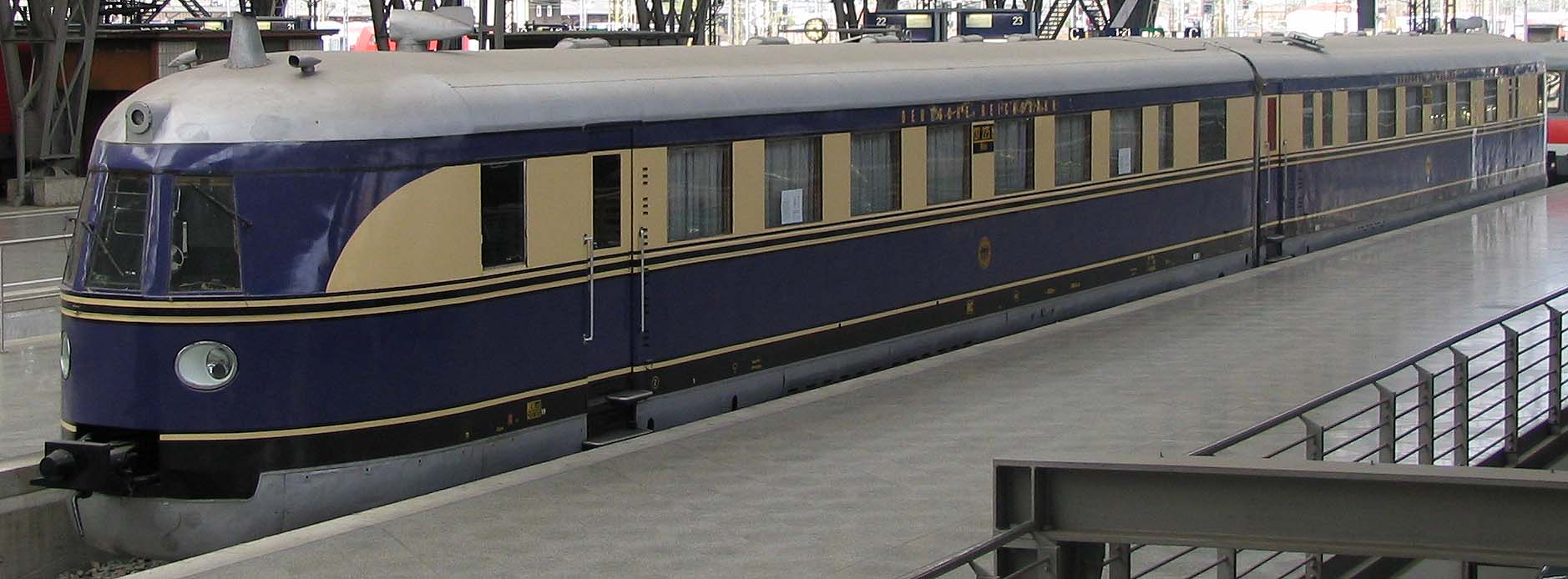
DRG Class SVT 137（飛行的漢堡人）停靠在萊比錫中央車站展示。

這列火車有98個座位分布在兩節沙龍（Saloon）客車廂，其中並有一組四個座位的餐車席（Buffet）。SVT 877原型車的設計也大大影響了之後量產的高速柴聯車——DRG SVT 137。其中又被細分為「Hamburg」（漢堡）、「Leipzig」（萊比錫）、「Köln」（科隆）和「Berlin」（柏林）等形式。
為了標誌其為高貴的特快車，飛行的漢堡人效法了在其之前的另一列知名列車——莱茵的黄金列车，外觀被塗成上奶油、下紫羅蘭的配色。
而這列火車極為成功的設計，也促使另外一家亨舍尔公司開始在1935年，開發那著名的流線型蒸氣動力車組「亨舍尔偉格曼」（Henschel-Wegmann），而此蒸氣動力車組也很爭氣的在柏林與德累斯顿的路線上，展現出足以與其匹敵的運行速度。

## 德國鐵道公司（DRG）的運用
自1933年5月15日起，此柴油動車組便開始在柏林（Berlin）西北方的Lehrter車站與漢堡（Hamburg）的中央車站之間開始执行长途快速列车班次。此柴油快車在全長286公里的營業里程，總共花了138分鐘來完成—其平均表定時速達到了驚人的124 km/h。這項紀錄直到64年後才被德國鐵道公司（DB）的ICE列車於1997年5月所打破。
在二次大戰期間，幾乎所有的柴油動車組都停止了營運。在1945年大戰結束之後，這列原型車被法國佔領區的軍隊所沒收充公，並且在法國使用直到1949年為止。而之後接手的德意志聯邦鐵道公司（DB）則將他們重新投入德國的鐵道客運直到1957年，但此時的塗裝換成了紅色的車身並且有了一個新的形式編號：（VT 04 000）。目前僅存的一節火車被保存於紐倫堡（Nuremberg）的交通博物館之中，但只有駕駛室，引擎室與載客的沙龍區（Saloon）被保留下來，其他的部分都被報廢拆除。另外有一組SVT 137，因之前被前東德（DDR）改造作為政府用途，所以有幸被完全保留下來。目前已經被回復成原先的特快車塗裝展示於萊比錫的中央車站。

## 延伸閱讀
- 軌道列車速度紀錄
- DRG SVT 137

## 外部連結
- On display at the Leipzig main station （页面存档备份，存于）